# Фред Ворд
Фред Ворд (англ. Fred Ward; 30 грудня 1942 — 8 травня 2022) — американський актор.

## Біографія
Фред Ворд народився 30 грудня 1942 року в Сан-Дієго, штат Каліфорнія. Три роки служив у ВПС США, потім був боксером і працював лісорубом на Алясці. Навчався в студії Герберта Бергхофа, а пізніше переїхав до Риму, де дублював італійські фільми. Уперше з'явилася на екрані у двох фільмах Роберто Росселліні. Потім повернувся до Сполучених Штатів, де отримав першу велику роль у фільмі «Втеча з Алькатраса» (1979) з Клінтом Іствудом. Також знімався у таких фільмах, як «Південна гостинність» (1981), «Правильний екіпаж» (1983), «Сілквуд» (1983), «Рідкісна відвага» (1983), «Тремтіння землі» (1990), «Гравець» (1992), «Короткі історії» (1993), «Голий пістолет 33⅓: Остання образа» (1994).

## Фільмографія
| Рік  |    | Українська назва                   | Оригінальна назва                      | Роль                                                              |
| ---- | -- | ---------------------------------- | -------------------------------------- | ----------------------------------------------------------------- |
| 1979 | ф  | Втеча з Алькатраса                 | Escape from Alcatraz                   | Джон Енглін                                                       |
| 1981 | ф  | Південна гостинність               | Southern Comfort                       | Ріс                                                               |
| 1982 | ф  | Гонщик у часі                      | Timerider: The Adventure of Lyle Swann | Лайл Свон                                                         |
| 1983 | ф  | Сілквуд                            | Silkwood                               | Морган                                                            |
| 1983 | ф  | Рідкісна відвага                   | Uncommon Valor                         | Вілкс                                                             |
| 1983 | ф  | Правильний екіпаж                  | The Right Stuff                        | Вірджил Гріссом                                                   |
| 1984 | ф  | Перезмінка                         | Swing Shift                            | Туї                                                               |
| 1985 | ф  |                                    | Remo Williams: The Adventure Begins    | офіцер Семюел Едвард Мекін / агент CURE Ремо Вільямс              |
| 1985 | ф  |                                    | Secret Admirer                         | Лу Фімпл                                                          |
| 1986 | тф |                                    | Florida Straits                        | "Щасливчик" Бун                                                   |
| 1987 | с  |                                    | The Hitchhiker                         | Лютер Редмонд (Епізод: "Dead Heat")                               |
| 1988 | ф  | Беззаконня                         | Off Limits                             | старший сержант Дікс                                              |
| 1988 | ф  | Великий бізнес                     | Big Business                           | Рун Діммік                                                        |
| 1990 | ф  | Тремтіння землі                    | Tremors                                | Ерл Бассет                                                        |
| 1990 | ф  | Маямі Блюз                         | Miami Blues                            | Гоук Мослі                                                        |
| 1991 | тф |                                    | Cast a Deadly Spell                    | Г. Ф. Лавкрафт                                                    |
| 1992 | тф |                                    | Four Eyes and Six-Guns                 | Ваєтт Ерп                                                         |
| 1992 | ф  | Гравець                            | The Player                             | Волтер Стакел                                                     |
| 1992 | ф  | Боб Робертс                        | Bob Roberts                            | Чіп Дейлі                                                         |
| 1993 | ф  | Короткі історії                    | Short Cuts                             | Стюарт Кейн                                                       |
| 1994 | ф  | Голий пістолет 33⅓: Остання образа | Naked Gun 33 1/3: The Final Insult     | Роко                                                              |
| 1995 | ф  |                                    | Un bruit qui rend fou                  | Френк                                                             |
| 1996 | ф  | Ланцюгова реакція                  | Chain Reaction                         | агент ФБР Леон Форд                                               |
| 1996 | в  | Тремтіння Землі 2: Повторний удар  | Tremors II: Aftershocks                | Ерл Бассет                                                        |
| 1997 | ф  | Найкращі люди                      | Best Men                               | шериф Філліпс                                                     |
| 1998 | ф  | Чесна куртизанка                   | Dangerous Beauty                       | Доменіко Веньєр                                                   |
| 2000 | ф  | Ворон 3: Спасіння                  | The Crow: Salvation                    | капітан Джон Л. Бук                                               |
| 2000 | ф  | Фактор Хаосу                       | The Chaos Factor                       | Макс Кемден                                                       |
| 2000 | ф  | Дорожні пригоди                    | Road Trip                              | Ерл Едвардс                                                       |
| 2001 | ф  | Пригоди Джо Замазури               | Joe Dirt                               | містер Коді Нунамейкер                                            |
| 2002 | ф  | З мене досить                      | Enough                                 | Юпітер                                                            |
| 2002 | ф  | Стильна штучка                     | Sweet Home Alabama                     | Ерл Смутер                                                        |
| 2003 | тф |                                    | Coast to Coast                         | Хел Кресслер                                                      |
| 2004 | тф | 10.5 балів                         | 10.5                                   | Рой Нолан                                                         |
| 2006 | с  | Швидка допомога                    | ER                                     | Едді Виченскі (3 серії)                                           |
| 2006 | с  | Анатомія Грей                      | Grey's Anatomy                         | Денні Дакетт старший (Епізод: "What I Am")                        |
| 2007 | ф  | Свято кохання                      | Feast of Love                          | Бет                                                               |
| 2008 | ф  | Любовний менеджмент                | Management                             | Джеррі                                                            |
| 2009 | ф  | Інкасатор                          | Armored                                | Дункан Ешкрофт                                                    |
| 2009 | ф  | Справа Фаруелла                    | L'affaire Farewell                     | Рональд Рейган                                                    |
| 2009 | с  |                                    | United States of Tara                  | Френк (2 серії)                                                   |
| 2010 | с  |                                    | In Plain Sight                         | Френк Джергенс / Френк Джером (Епізод: "No Clemency for Old Men") |
| 2011 | ф  | Встигнути за 30 хвилин             | 30 Minutes or Less                     | Майор                                                             |
| 2012 | с  | Противага                          | Leverage                               | Стів Рейнольдс (Епізод: "The D.B. Cooper Job")                    |
| 2013 | ф  | Два стволи                         | 2 Guns                                 | Таві                                                              |
| 2015 | с  | Справжній детектив                 | True Detective                         | Едді Велкоро (2 серії)                                            |